# Tasmanian International 2006
Il Tasmanian International 2006 è stato un torneo di tennis giocato sul cemento. È stata la 13ª edizione del Tasmanian International, che fa parte della categoria Tier IV nell'ambito del WTA Tour 2006. Si è giocato al Hobart International Tennis Centre di Hobart in Australia dal 9 al 15 gennaio 2006.

## Campionesse

### Singolare
Michaëlla Krajicek ha battuto in finale  Iveta Benešová con il punteggio di 6–2, 6–1

### Doppio
Émilie Loit /  Nicole Pratt hanno battuto in finale  Jill Craybas /  Jelena Kostanić con il punteggio di 6–2, 6–1